# Morti nel 1096
| Questa pagina contiene informazioni ricavate automaticamente dalle voci biografiche con l'ausilio del template Bio e di un bot. L'aggiornamento è periodico e automatico e ricostruisce completamente la pagina. Se manca una persona in questa lista, sei pregato di non aggiungerla, ma accertati piuttosto che la sua voce biografica contenga il template Bio e che i dati anagrafici siano correttamente compilati. Se il template Bio manca, inseriscilo tu stesso o, in alternativa, metti l'avviso {{tmp\|Bio}} che ne segnala la mancanza. Se i dati riportati sono sbagliati, correggi direttamente la voce biografica; le modifiche saranno visibili in questa lista entro pochi giorni. Per chiarimenti vedi il progetto biografie. La lista contiene solo le 13 persone che sono citate nell'enciclopedia e per le quali è stato implementato correttamente il template Bio. Pagina aggiornata al 13 gen 2025. |

- 2 gennaio - Guglielmo di Saint-Calais, monaco cristiano e vescovo francese
- 11 gennaio - Adelaide II di Quedlinburg, badessa tedesca (n. 1045)
- 1º aprile - Enghelberto I d'Istria, nobile tedesco
- 5 giugno - Roberto I di Loritello, condottiero normanno
- 6 settembre - Izjaslav I di Murom, principe russo (n. 1077)
- 11 novembre - Werner II d'Asburgo, conte austriaco
- Argillano d'Ascoli, condottiero italiano
- Costantino Ducas, sovrano bizantino (n. 1074)
- Enrico III di Lussemburgo, conte
- Fariburz I, principe persiano
- Gautier Sans-Avoir, nobile francese
- Michele Psello, filosofo, scrittore e politico bizantino (n. 1018)
- Roberto II d'Alvernia, conte